# Pherotesia alterata
Pherotesia alterata är en fjärilsart som beskrevs av W. Warren 1905. Pherotesia alterata ingår i släktet Pherotesia och familjen mätare. Inga underarter finns listade i Catalogue of Life.